# 저작권에 의한 검열

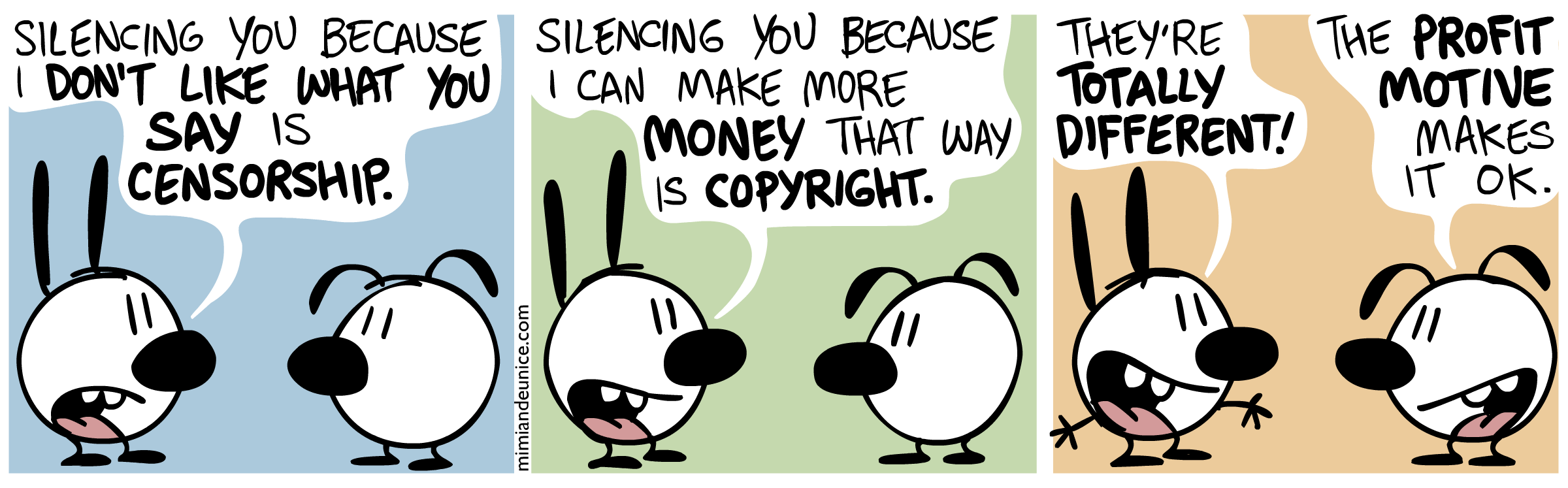
저작권 관행에 의한 검열에 비판적인 내용을 담은 만화

저작권은 검열을 시행하는 데 사용될 수 있다. 저작권 비판론자들은 저작권이 남용되어 표현의 자유 뿐만 아니라 비판, 사업적 경쟁, 학술 연구, 탐사 보도(및 언론의 자유), 그리고 예술적 표현을 억압하는 데 이용되어 왔다고 주장한다.
저작권을 통한 검열의 가장 일반적인 형태는 디지털 밀레니엄 저작권법(DMCA)의 남용과 관련이 있으며, 이는 저작권 보유자나 서비스 제공업체에 의해 이루어진다. DMCA는 웹 호스팅 업체가 저작권 침해 주장에 과도하게 민감하게 반응하도록 강요하며, 사실상 문지기 역할을 하도록 만들어 공정 이용을 침해할 뿐만 아니라 허위 저작권 주장과 같은 남용을 조장하는 역할을 한다.

## 이유

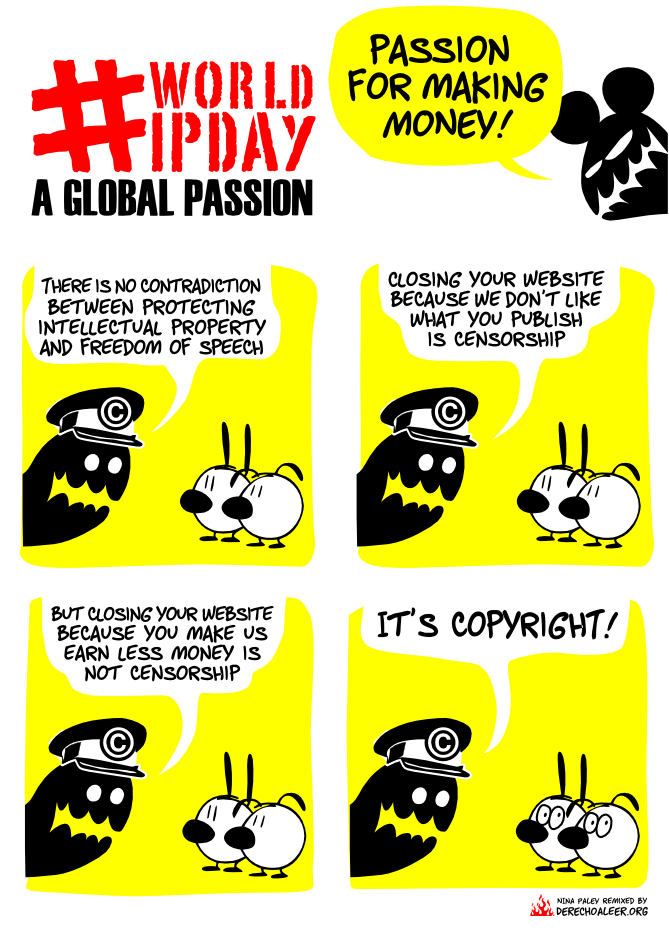
세계 지식재산권의 날을 비판적으로 표현한 이미지

### 강압적 억제 전술
저작권에 의한 검열은 법적 "강압" 전술(게릴라 소송)로 묘사되며, 이는 대중에게 저작권에 대한 교육을 통해 향후 저작권 침해를 억제하는 것을 목표로 한다. 이러한 전술은 재판을 필요로 하지 않으며, 재정적으로 취약한 침해자들에게 소송을 제기하겠다는 위협만으로도 충분할 수 있다. 때때로 이러한 활동은 공적 참여를 억제하기 위한 전략적 소송(SLAPP)이라고 불린다. 이러한 행위는 위축 효과(chilling effect), 자기 검열, 또는 저작권 트롤의 남용으로 이어지기도 한다.

### 검열
DMCA 청구에서 위증에 대한 처벌이 없다는 점은 검열을 조장한다. 위증으로 인해 정당한 콘텐츠가 일시적으로 삭제되는 경우, 이는 정당한 저작권 보유자에게 금전적 피해를 입히지만 피해 보상을 받을 방법이 따로 마련되어 있지 않다. 결과적으로 저작권자는 피해를 입지 않기 위해 여러 방법을 강구하게 되었고, 그 과정에서 DMCA는 "학술  토론과 온라인 비판을 검열하는 수단"이 되었다. 또한 기업의 경쟁 검열, 탐사 보도 억압 및 정치적 발언 차단에도 이용되었다. 비민주주의 국가에서 국제법을 이용해 YouTube와 같은 국제적 플랫폼에서 콘텐츠를 삭제하는데 사용한 사례도 있다. 현대 저작권은 "표현을 막는 매력적인 무기"로 묘사되기도 한다.
미국 법률에서 저작권을 이용한 검열은 헌법 제 1조 위반으로 간주할 수 있다. 이러한 저작권 남용은 공정 이용에 의해 제한되어야 하지만, 저작권 소송의 위축 효과와 저작권 보유자와 사용자 간의 권력 편향으로 인해 적용이 어렵다는 문제가 있다. 특히 풍자적 의도와 관련된 부분의 보호가 불충분하다는 지적이 있다.
저작권을 통한 검열은 혁신과 창의성을 저해하고 예술적 표현을 제한하는 영향을 미친다. 시각 예술가 및 관련 전문가를 대상으로 한 연구에 따르면, 응답자의 1/3이 저작권 침해에 대한 우려로 인해 작업을 중단하거나 피한 경험이 있다고 답했다. 또한 편집자 및 출판업자의 절반 이상이 저작권 문제로 인해 프로젝트의 범위를 축소하거나 아예 포기했다고 응답했다. 2005년 캐나다의 다큐멘터리 제작자들을 대상으로 한 설문 조사에서는 85%가 저작권이 자신들의 분야에 이익보다 해를 끼친다고 응답했으며, 이는 콘텐츠 제작 능력을 위협한다고 밝혔다. 이러한 우려는 박물관과 도서관이 문화적·과학적 자료를 디지털화하고 공유하는 데도 장애물이 되고 있다. 특히, 살아있는 저작권 보유자가 확인되지 않지만 법적으로 보호되는 고아 저작물(orphan works)의 디지털화와 공유가 어렵다는 점이 문제로 지적된다.

## 검열을 촉진하는 기술과 법률

### 법의 남용
저작권을 이용한 검열의 가장 일반적인 형태는 디지털 밀레니엄 저작권법(DMCA)의 남용이다. 이 법은 웹 호스팅 서비스 제공 업체가 저작권 침해 주장에 과도할 정도로 민감하게 반응하도록 만든다. 이는 공정 이용을 침해할 뿐만 아니라 허위 저작권 주장 등을 조장한다.
이와 유사한 문제로 비판 받는 다른 법률로는 유럽연합의 디지털 단일 시장 저작권 지침(Copyright Directive), 유럽연합 일반 데이터 보호 규정(GDPR), 그리고 '잊힐 권리' 개념이 있다.

### 자동화된 저작권 집행
온라인 미디어의 증가로 인해 콘텐츠 호스팅 기업들은 저작권 보유자가 저작권 침해를 주장하는 콘텐츠를 자동으로 삭제할 수 있도록 하는 시스템을 개발했다. 그러나 이러한 자동화된 시스템은 합법적인 범위 내 이용을 정확하게 정의하는 것이 어렵고, 특정 콘텐츠의 저작권 보유자가 누구인지 명확하지 않다는 한계로 인해 과하게 방어적인 경향을 보인다.
이러한 시스템은 "유죄 추정" 원칙에 따라 설계되었으며, 일단 저작권 보유자의 주장이 자동으로 받아들여지고 해당 콘텐츠가 삭제되며, 삭제된 콘텐츠의 게시자가 자신의 결백을 입증해야 한다.
또한, 허위 저작권 주장으로 인한 위험이 매우 낮다. 피고 측은 먼저 자신의 저작권 소유권을 입증하는 반박 청구를 제출해야 하며, 이후 개인적으로 법적 대응을 통해 피해를 입증해야 한다.
결과적으로, Google의 Content ID와 같은 자동 저작권 감지 시스템은 정부, 기업, 개인이 스스로에게 비판적인 보도를 차단하는 데 악용되고 있다. 일부 사례로 저작권이 있는 음악을 고의적으로 틀어 생방송이나 녹화를 방해하고, 자동 저작권 감지 시스템이 콘텐츠를 삭제하도록 유도하기도 한다.
콘텐츠 모더레이션 도구 역시 이와 유사한 비판을 받고 있다.

### 역사 및 주요 사례
초기 저작권법을 검열 수단으로 사용한 사례는 영국 정부가 Worshipful Company of Stationers and Newspaper Makers의 독점권을 활용하여 문제가 있다고 판단한 텍스트, 예를 들면 16~17세기 반(反) 크롬웰·반(反) 찰스 1세 풍자 문서를 억압한 것이 대표적이다. 당시 활동가들은 검열을 피하기 위해 필기(수기) 방식으로 출판을 우회했다.
디지털 시대에 접어들면서 저작권을 이용한 검열이 더욱 흔해지고 있으며, 이는 민주주의 사회에서도 주요한 검열 수단으로 작용하고 있다. 연구자 한니발 트래비스(Hannibal Travis)는 "저작권이 민주주의 사회에서 정보의 접근성과 비용을 결정하며, 저작권 보유자가 침해 소송의 위협을 통해 강력한 검열 권한을 행사할 수 있다"고 지적했다.
저작권법과 이를 집행하는 기술들은 독립 언론을 검열하고 탐사 보도를 저지하는 무기로 사용되고 있으며, 이러한 법과 기술은 주로 북반구에서 개발되었지만, 표현의 자유 보호가 약한 글로벌 사우스(Global South)에서 더 흔히 남용되고 있다.

### 저작권 검열 사례
- 1998년: 캐나다 다큐멘터리 '놓칠 수 없는 아이(영어판)'는 저작권법에 의해 요구되는 아카이브 영상 갱신 권리를 지불하기에 충분한 수익을 낼 수 없을 것이라는 우려를 받았다. 이로 인해 1998년 캐나다 국립영화위원회(영어판)에 의해 배급이 중단되었다. 키르완 콕스는 이를 아이러니하게도 "대중이 이 영화에 접근할 수 없게 된 것은 정치적 검열 때문이 아니라 "이 다큐멘터리는 여러 캐나다 정치인들에 의해 비판을 받아왔다"고 평가했다.[20]
- 2001년: 미국의 컴퓨터 과학자 에드워드 펠튼은 미국 음반 산업 협회(RIAA)로부터 미디어 파일을 보호하는 디지털 워터마크 우회에 관한 학술 컨퍼런스 발표를 강행할 경우 펠튼을 고소하겠다고 위협하며 DMCA를 발동하였다. 이후 펠튼은 발표를 철회하였다.[4][28]
- 2007년:  "Rational Response Squad(영어판)"의 Brian Sapient가 만든 YouTube 비디오에는 Uri Geller의 공연 기법을 의심하는 NOVA(영어판) 프로그램 "Secrets of the Psychics"의 한 부분이 포함되어 있었다. Geller는 이 13분 길이의 비디오에서 자신이 소유하는 영상이 단 3초에 불과함에도 불구하고 YouTube에 비디오 삭제를 요구하였다. 그의 요구를 받아들여 YouTube는 Sapient의 비디오를 삭제하고 그의 계정 및 관련된 모든 비디오를 정지했다.전자프론티어재단(EFF)은 Sapient를 대리하여 Geller가 디지털 밀레니엄 저작권법(DMCA)을 남용했다고 주장하며 결국 합의를 도출했다.[29][30]
- 2007년: 뉴욕시 활동가 사비트리 더키(Savitri Durkee)는 유니온 스퀘어 지역의 광범위한 재개발을 지원하는 단체인 유니온 스퀘어 파트너십(Union Square Partnership, USP)의 공식 웹사이트를 패러디한 웹사이트 UnionSquarePartnershipSucks.org를 만들었다. 이에 대한 대응으로 USP는 디지털 밀레니엄 저작권법(DMCA)에 따라 더키의 인터넷 서비스 제공업체에 통지를 보내 그녀의 패러디 사이트가 USP의 저작권을 침해했다고 부당한 주장을 펼치며 사이트를 폐쇄하도록 했다. 또한 USP는 더키를 상대로 저작권 소송을 제기했으며, 이후 세계지식재산기구(WIPO)에 패러디 사이트의 도메인 이름을 장악하기 위한 청구를 제기했다. 전자 프런티어 재단(EFF)은 더키를 대신하여 USP의 소송에 대한 대응을 제출하며 더키의 패러디가 수정헌법 제1조(표현의 자유)와 공정 이용(fair use) 원칙에 의해 보호된다고 주장하였고, 결국 웹사이트와 도메인은 복구되었다.[31]
- 2007년: 콜카타에서 두르가 푸자(영어판)(Durga Puja) 기간 동안 J.K. 롤링의 해리 포터 시리즈에 등장하는 마법학교를 재현한 구조물이 철거되었다. 이 축제의 주최 측은 책 시리즈의 출판사인 펭귄 북스(Penguin Books)로부터 소송을 당했다. 콜카타 고등법원(영어판)(Calcutta High Court)은 축제 종료 후 해당 구조물을 철거하라고 명령했다.[8][32]
- 2007년: 비영리 단체인 Showing Animals Respect and Kindness(영어판)(SHARK)는 로데오에서 동물들이 받는 대우에 대한 인식을 높이기 위한 캠페인의 일환으로 로데오 행사 영상을 유튜브에 게시했다. 이에 대해 프로페셔널 로데오 카우보이 협회(영어판)(Professional Rodeo Cowboys Association, PRCA)는 디지털 밀레니엄 저작권법(DMCA)에 따라 13개의 영상이 저작권을 침해했다고 주장하며 삭제 요청을 제출했다. 그러나 PRCA는 생방송 로데오 행사에 대한 저작권을 주장할 수 없는 상황이었다. 처음에는 SHARK의 유튜브 계정 전체가 비활성화되었지만, 전자 프런티어 재단(EFF)의 지원을 받아 소송을 제기한 결과 PRCA와의 합의를 통해 계정이 복구되었다.[33]
- 2008년: 2008년 미국 대통령 선거 기간 동안 매케인(McCain) 캠프(영어판)는 캠페인 내 성차별에 대해 언급하는 CBS 뉴스 앵커 케이티 쿠릭(Katie Couric)의 클립을 포함한 풍자 영상을 게시했다. 이에 CBS 뉴스는 DMCA 삭제 요청을 제출하여 유튜브에서 해당 영상을 삭제했다.[34]
- 2009년: 사진 편집 실수를 다루는 블로그 Photoshop Disasters는 폴로 랄프 로렌(Polo Ralph Lauren) 광고에서 발견한 모델의 몸이 머리보다 기괴하게 작은 사진을 게시했다. 인터넷 문화 블로그 Boing Boing(영어판)은 이 이상한 사진을 발견하고 추가 설명과 함께 다시 게시했다. 이에 랄프 로렌 측은 Boing Boing의 웹 호스트와 Photoshop Disasters의 인터넷 서비스 제공업체(ISP)에 DMCA 위반 경고를 보내 해당 이미지를 삭제할 것을 요구했다. Photoshop Disasters의 ISP는 해당 이미지를 삭제한 것으로 보이지만, Boing Boing의 웹 호스트는 이를 Boing Boing 측에 전달했고, Boing Boing은 공정 이용(fair use) 권리를 주장하며 대응했다.[35]
- 2010년: 브라질 신문 Folha de São Paulo(영어판)는 2010년 브라질 선거 기간 중 자사의 중립성을 풍자하는 패러디 사이트 FALHA DE SÃO PAULO를 저작권 문제를 이유로 폐쇄시키고 브라질 인터넷에서 도메인을 차단하도록 했다. 이 패러디 사이트는 신문이 자신을 공정한 매체로 홍보하지만 실제로는 정치적, 상업적 이익을 위해 이러한 이미지를 활용한다는 점을 비판하기 위해 만들어졌다. 이 패러디를 제작한 리노 보키니(Lino Bocchini)와 그의 형제는 소송을 당했으며, 이 법적 분쟁은 브라질 사법부에서 수년간 지속되었다. 이 사건은 저작권이 검열 수단으로 사용된 명백한 사례로 간주되며, Folha de São Paulo와 유사한 서체를 사용하는 다른 출판물들은 법적 조치를 당하지 않았음에도 유독 이 패러디만 법적 조치를 받은 것이 그 증거로 지적되었다.[36]
- 2010–2011년: 반위조 무역 협정(ACTA)과 온라인 저작권 침해 방지법(SOPA)과 같은 법안이 저작권을 통한 검열을 가능하게 한다는 비판을 받으며 대규모 시위가 발생했다.[8]
- 2011년 및 2015년: 유니버설 뮤직 그룹(Universal Music Group, UMG)은 정치적 발언을 억압하고 공정 이용을 무시한 채, 당시 후보였던 버락 오바마(Barack Obama)의 연설이 포함된 유튜브 영상에 대해 콘텐츠 ID(영어판)(Content ID) 클레임과 온라인 저작권 침해 책임 제한법(영어판)(DMCA) 삭제 요청을 제출했다. 오바마의 캠페인은 스티비 원더(Stevie Wonder)의 Signed, Sealed, Delivered I'm Yours(영어판)를 자주 사용했으며, 유튜브 영상에는 이 노래의 34초 클립이 포함되어 있었다. 결국 해당 영상들은 유튜브에서 삭제되었다.[37]
- 2012년: 브라질의 유명한 코미디언이자 진행자인 다닐로 젠틸리(영어판)(Danilo Gentili)는 유튜브에 게시된 다큐멘터리를 저작권 검열을 이용해 삭제했다. 해당 다큐멘터리는 La Sombra Ribeiro가 제작한 것으로, 유머의 한계를 다룬 내용을 담고 있었다. 이는 트위터에서의 논쟁과 양측 간의 법적 조치로 이어진 사건의 일부였다.
- 2013년: 기자 올리버 호담(Oliver Hotham)은 블로그에 Straight Pride UK라는 단체와의 인터뷰를 게시했다. 이 단체는 러시아의 반(反)LGBT 법을 지지하는 입장을 보였다. 인터뷰가 공개된 후 Straight Pride UK는 자신의 응답이 저작권 보호를 받으며 출판에 동의하지 않았다며, 호담이 사용하는 블로그 플랫폼인 WordPress.com에 인터뷰 삭제 요청을 제출했다. 그러나 호담은 블로그 플랫폼의 지원을 받아 법원에서 승소했다. 하지만 상대 측이 사라지는 바람에 판결에 따른 금전적 보상을 받을 수 없었다.[10][38]
- 2014년: 전자 프런티어 재단(EFF)은 스페인 기업이 에콰도르 정부에 대한 비판을 침묵시키기 위해 DMCA를 악용했다고 주장했다.[39]
- 2014년: 2014년 2월, House of Numbers: Anatomy of an Epidemic(영어판)이라는 에이즈 부정론(AIDS denialism) 영화에 관련된 몇몇 인사들이 유튜브 과학 블로거 마일스 파워(Myles Power)를 상대로 DMCA 삭제 요청을 제출했다. 그는 해당 영화의 주장을 반박하는 영상 시리즈를 제작했다. 파워는 자신의 영상이 비판과 교육을 위한 공정 이용에 해당한다고 주장했다.[40] 여러 논평가들은 이러한 삭제 요청이 검열 시도라고 비판했으며,[41][42][43] 영상은 며칠 후 복구되었다.[44]
- 2020년: 터키 에르도안(Erdoğan) 정부는 국가 소유 방송사 TRT의 대형 저작권 보유자 지위를 이용해 유튜브의 콘텐츠 ID(영어판) 필터링 시스템을 악용하여 정부에 비판적인 보도를 삭제하고 검열하는 데 사용했다.[13]
- 2021년: 미국 경찰관들이 저작권이 있는 음악을 재생하여 활동가들이 자신들의 행동을 녹화하고 스트리밍하는 것을 방해하려 했다. 이는 온라인 비디오 호스팅 서비스의 자동 저작권 감지 시스템을 통해 해당 콘텐츠가 자동으로 삭제되도록 유도하는 의도로 사용되었다.[11][24][26]
- 2024년: 멕시코 미디어 기업 Badabun(영어판)은 저작권 문제를 이유로 여러 인터넷 페이지에서 한 영상을 삭제하도록 등록하고 관리했다. 이 영상에는 2024년 멕시코 대선 후보인 호르헤 마이네즈(영어판)(Jorge Máynez)와 누에보레온(Nuevo León) 주지사 사무엘 가르시아(영어판)(Samuel García)가 축구 경기에서 술을 마시며 국가선거연구소(영어판)(INE)와 야당 정치인을 모욕하는 장면이 담겨 있었다.[45]
- 2024년:테네시주 판사는 2023년 내슈빌 학교 총격 사건의 범인이 쓴 글의 저작권은 피해자 가족이 보유하고 있으므로 대중에게 공개할 수 없다고 판결했다.[46][47]

## 같이 보기
- 2차 검열(영어판)
- 카피프로드
- 저작권 남용(영어판)
- 기업에 의한 검열(영어판)
- 자본주의에 대한 비판
- 설계상 결함
- 매출 손실(영어판)

## 참조 문서
1. ↑  Mike, Masnick (2013년 7월 26일). “Why Yes, Copyright Can Be Used To Censor, And 'Fair Use Creep' Is Also Called 'Free Speech'”. 《Techdirt》 (미국 영어). 2025년 4월 4일에 확인함.
2. 1 2  Eldar, Haber (2013-2014). “Copyrighted Crimes: The Copyrightability of Illegal Works”. Yale Journal of Law and Technology (영어). 454-501쪽. 2025년 4월 4일에 확인함. ...censorship-by-copyright could endanger other constitutional rights, first and foremost First Amendment rights and possibly due process rights.
3. 1 2 3 4 5 6 7 8 9  Reid, Amanda (winter 2019). “Copyright Policy as Catalyst and Barrier to Innovation and Free Expression”. 《Catholic University Law Review》 (영어) 68 (1): 33-86. The attractiveness of modem copyright as a weapon to chill speech is due to four interrelated factors: (1) the ease and "ubiquity" of infringement; (2) the simplicity of asserting a prima facie infringement case; (3) the uncertainty of available defenses, like fair use; and (4) the threat of hefty statutory penalties. Censorship by copyright undermines core First Amendment principles. Copyright out of balance threatens our liberty to learn. Copyright threatens access to the building blocks of learning and culture.
4. 1 2 3 4 5  Westbrook, Steve (2009년 4월 9일). 《Composition and Copyright: Perspectives on Teaching, Text-making, and Fair Use》 (영어). State University of New York Press. 37-38쪽. ISBN 978-1-4384-2599-3.
5. 1 2  Gagliano, Cara (2023년 1월 20일). “For Would-Be Censors and the Thin-Skinned, Copyright Law Offers Powerful Tools”. 《Electronic Frontier Foundation》 (영어).
6. 1 2 3 4  Cobia, Jeffrey (2008). “The Digital Millennium Copyright Act Takedown Notice Procedure: Misuses, Abuses, and Shortcomings of the Process”. 《Minnesota Journal of Law Science & Technology》 (영어) 1: 391–393.
7. 1 2 3 4 5 6 7 8 9  Radsch, Courtney (2023). “Weaponizing Privacy and Copyright Law for Censorship”. 《SSRN Electronic Journal》 (영어). ISSN 1556-5068.
8. 1 2 3 4 5 6  Ghosh, Arjun (2013). “Censorship through Copyright: From print to digital media”. 《Social Scientist》 (영어) 41: 51–68. ISSN 0970-0293. JSTOR 23611080.
9. 1 2  Aufderheide, Patricia; Milosevic, Tijana; Bello, Bryan (October 2016). “The impact of copyright permissions culture on the US visual arts community: The consequences of fear of fair use”. 《New Media & Society》 18 (9): 2012–2027. doi:10.1177/1461444815575018. ISSN 1461-4448.
10. 1 2 3 4 5 6  Hern, Alex (2016년 5월 23일). “Revealed: How copyright law is being misused to remove material from the internet” (영어). The Guardian. ISSN 0261-3077.
11. 1 2 3 4  “How Copyright Bots are Governing Free Speech Online”. 《Digital Freedom Fund》 (영어).
12. 1 2 3 4  Travis, Hannibal (Spring 2000). “Pirates of the Information Infrastructure: Blackstonian Copyright and the First Amendment” (PDF). 《Berkeley Technology Law Journal》 (영어) 15 (2): 777–864.
13. 1 2  “Turkish gov't uses TRT as a weapon to spread its censorship to YouTube”. 《International Journalists Association》 (영어). 2020년 12월 28일.
14. ↑  Palazzolo, Andrea Fuller, Kirsten Grind and Joe. “Google Hides News, Tricked by Fake Claims” (영어). WSJ.
15. ↑  Rodríguez, Natalia Krapiva, Esq , Rodrigo (2020년 10월 22일). “Warning: repressive regimes are using DMCA takedown demands to censor activists”. 《Access Now》 (영어).
16. ↑  Vílchez, Dánae (2020년 5월 6일). “YouTube censors independent Nicaraguan news outlets after copyright complaints from Ortega-owned media”. 《Committee to Protect Journalists》 (영어).
17. ↑  Stoltz, Daniel Nazer and Mitch (2017년 1월 19일). “Copyright Shouldn't Be A Tool of Censorship”. 《Electronic Frontier Foundation》 (영어).
18. 1 2 3  Rathemacher, Andrée J. (2012년 7월 1일). “Panel Discussion on Libraries and Best Practices in Fair Use”. 《Journal of Electronic Resources Librarianship》 (영어) 24 (3): 230–238. doi:10.1080/1941126X.2012.706139. ISSN 1941-126X.
19. ↑  Collado, Adriana (June 2004). “Unfair Use: The Lack of Fair Use Protection for Satire under 107 of the Copyright Act”. 《Journal of Technology Law & Policy》 (영어) 9 (1): 65–80.
20. 1 2  《Copyright and Censorship》 (영어). Vanderbilt University Press. 2020년 10월 1일. 114–142쪽.
21. ↑  Borghi, Maurizio; Karapapa, Stavroula (2013년 3월 21일). 《Orphan Works》 (영어). Oxford University Press. 70–91쪽.
22. ↑  Glushko, Robert (2017년 12월 20일). “Failure Is an Orphan: Reflecting on the Fall of the University of Michigan Orphan Works Project”. 《Research Library Issues》 (영어) (292). doi:10.29242/rli.292.5. ISSN 1947-4911.
23. ↑  “The Mistake So Bad, That Even YouTube Says Its Copyright Bot 'Really Blew It'”. 《Electronic Frontier Foundation》 (영어). 2019년 1월 29일.
24. 1 2  Thomas, Dexter (2021년 2월 9일). “Is This Beverly Hills Cop Playing Sublime's 'Santeria' to Avoid Being Live-Streamed?”. 《Vice》 (영어). 2024년 4월 2일에 확인함.
25. ↑  Geigner, Timothy (2021년 9월 30일). “Copyright Continues To Be Abused To Censor Critics By Entities Both Big And Small”. 《Techdirt》 (영어). 2024년 4월 2일에 확인함.
26. 1 2  Masnick, Mike (2022년 8월 4일). “Please Don't Normalize Copyright As A Tool For Censorship”. 《Techdirt》 (영어). 2024년 4월 3일에 확인함.
27. ↑  Jenkins, Joseph S. (2013). “Copyright Law and Political Theology: Censorship and the Forebear's Desire”. 《Law and Literature》 (영어) 25 (1): 65–84. doi:10.1525/lal.2013.25.1.65. ISSN 1535-685X. JSTOR 10.1525/lal.2013.25.1.65.
28. ↑  Greene, Thomas C. “SDMI cracks revealed”. 《www.theregister.com》 (영어). 2024년 4월 3일에 확인함.
29. ↑  “Paranormalist Claims Three-Second Copyright in Attempt to Censor Critical Video”. 《Electronic Frontier Foundation》 (영어). 2011년 11월 18일. 2024년 4월 2일에 확인함.
30. ↑  Cheng, Jacqui (2007년 5월 9일). “EFF to psychic: There will be a DMCA abuse suit in the near future”. 《Ars Technica》 (영어). 2024년 4월 2일에 확인함.
31. ↑  “Real Estate Developers Censor Community Critic's Website”. 《Electronic Frontier Foundation》 (영어). 2011년 11월 18일. 2024년 4월 2일에 확인함.
32. ↑  “'Hogwarts pandal' may be pulled down over copyright” (영어). The Times of India. 2007년 10월 12일. ISSN 0971-8257. 2024년 4월 2일에 확인함.
33. ↑  “Cowboy Group Tries to Censor Animal Welfare Nonprofit”. 《Electronic Frontier Foundation》 (영어). 2011년 11월 18일. 2024년 4월 2일에 확인함.
34. ↑  “CBS News Censors McCain Ad During Heated Presidential Campaign”. 《Electronic Frontier Foundation》 (영어). 2011년 11월 18일. 2024년 4월 2일에 확인함.
35. ↑  “CBS News Censors McCain Ad During Heated Presidential Campaign”. 《Electronic Frontier Foundation》 (영어). 2011년 11월 18일. 2024년 4월 2일에 확인함.
36. ↑  “A morte da Falha de São Paulo”. 《Diário do Centro do Mundo》 (영어). 2018년 12월 27일.
37. ↑  “Universal Music Group Censors Political Speech and Ignores Fair Use”. 《Electronic Frontier Foundation》 (영어). 2015년 11월 12일. 2024년 4월 2일에 확인함.
38. ↑  Hern, Alex (2015년 3월 9일). “WordPress in court victory over blogger censored by 'Straight Pride UK'” (영어). The Guardian. ISSN 0261-3077. 2024년 4월 3일에 확인함.
39. ↑  Sutton, Maira (2014년 5월 15일). “State Censorship by Copyright? Spanish Firm Abuses DMCA to Silence Critics of Ecuador's Government”. 《Electronic Frontier Foundation》 (영어). 2024년 4월 2일에 확인함.
40. ↑  Palmer, Ewan (2014년 2월 17일). “YouTube to Terminate Account of Scientist who Debunked Aids Denialist Movie” (영어). International Business Times. 2015년 4월 17일에 확인함.
41. ↑  Geigner, Timothy (2014년 2월 14일). “AIDS Denial Crazies Go All DMCA On Videos Educating People Of Their Craziness” (영어). Techdirt. 2015년 4월 17일에 확인함.
42. ↑  McSherry, Corynne (2014년 2월 18일). “New Entrants in the Takedown Hall of Shame: AIDS Deniers and Televangelists (Updated)” (영어). Electronic Frontier Foundation. 2015년 4월 17일에 확인함.
43. ↑  Kobie, Nicole (2014년 2월 17일). “Censorship by copyright: Myles Powers and abuse of DMCA takedowns” (영어). 2015년 4월 17일에 확인함.
44. ↑  Palmer, Ewan (2014년 2월 19일). “Scientist's YouTube Account Remains Open Following Aids Denialist Censorship Claims” (영어). International Business Times. 2015년 4월 17일에 확인함.
45. ↑  Marcial Pérez, David (2024년 2월 10일). “Redes y medios retiran el polémico video de Máynez y Samuel García por derechos de autor”. 《El País》 (영어). 2024년 4월 17일에 확인함.
46. ↑  Loller, Travis (2024년 7월 5일). “Judge says Nashville school shooter's writings can't be released as victims' families have copyright”. 《AP News》 (영어).
47. ↑  Buller, Robin (2024년 10월 18일). “Mass shooting survivors turn to an unlikely place for justice – copyright law” (영국 영어). The Guardian. ISSN 0261-3077.